# Bujaruelo
La vall de Bujaruelo (o Buxargüelo en aragonès) és una vall despoblada del Pirineu aragonès, limita amb el Parc Nacional d'Ordesa i Mont Perdut, just al nord-oest de la vall d'Ordesa, i on neix el riu Ara, del qual forma part com a zona perifèrica de protecció. Malgrat el seu extraordinari valor natural i els diversos intents duts a terme, interessos urbanístics, turístics i ramaders han evitat la seua incorporació a l'esmentat Parc, malgrat ser-ne limítrof. No obstant això, sí que forma part del Lloc d'importància comunitària Bujaruelo-Garganta de los Navarros.

## Accés

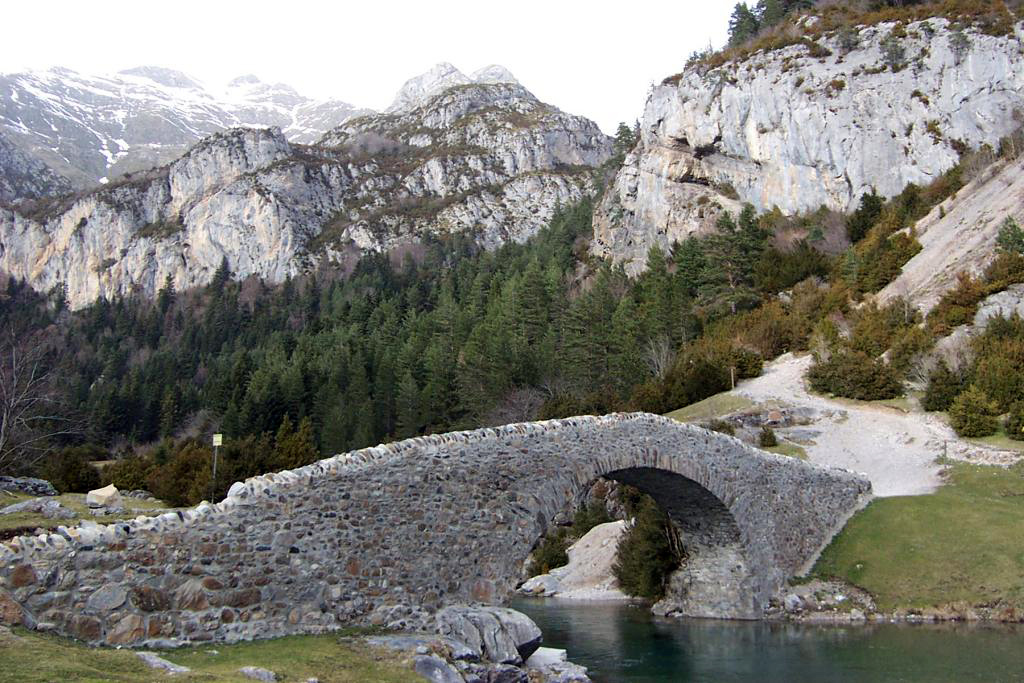
Pont romànic en Sant Nicolau de Bujaruelo

L'accés s'hi realitza des de la localitat de Torla, en direcció a la vall d'Ordesa, però desviant-se en el pont dels Navarresos a l'esquerra, des d'on es continua per pista de terra en condicions irregulars. S'arriba a un càmping i refugi, enclavat enmig de la vall (1.250 m) i flanquejat per enormes muralles de pedra. Posteriorment s'arriba fins a la prada de Sant Nicolau de Bujaruelo (1.420 m), on es troba un refugi, restaurant i càmping, així com el pont romànic de Bujaruelo. Des d'aquesta prada parteixen un bon nombre de rutes de mitjana i alta muntanya pels massissos de Tendenera (2.853 m), Vinyamala (3.298 m) i Mont Perdut (3.355 m).

## Història

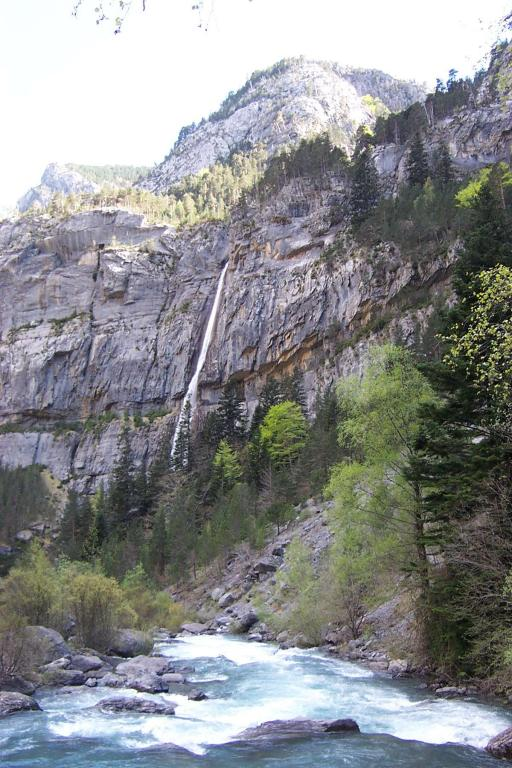
Salt de Carpin cap al riu Ara

En el passat Bujaruelo va estar poblat, en aixecar-se en el seu interior l'hospital de Sant Nicolau, construït a l'entorn del 1150 per l'orde dels Hospitalaris i al voltant del qual va haver-hi poblament fins al segle xviii. En l'actualitat encara pot veure's el pont romànic, les ruïnes de la seua malmesa església i la fonda-hospital, tantes vegades reconstruïda com destruïda en el transcurs de les nombroses guerres amb França.
Ja en temps napoleònics, va existir un projecte per construir un pas carreter de muntanya cap al port de Bujaruelo, frontera amb França on arriba la carretera del Col de Tentes i l'estació d'esquí de Gavarnie-Gèdre. Aquest projecte va ser definitivament abandonat en la part aragonesa cap a 1982, la qual cosa va permetre preservar en gran manera aquest entorn.
En l'actualitat, aquesta vall té un gran reclam turístic, principalment per la seua proximitat amb el parc nacional, ja que és una zona més tranquil·la i sense tantes aglomeracions.

## Ramaderia, fauna i flora

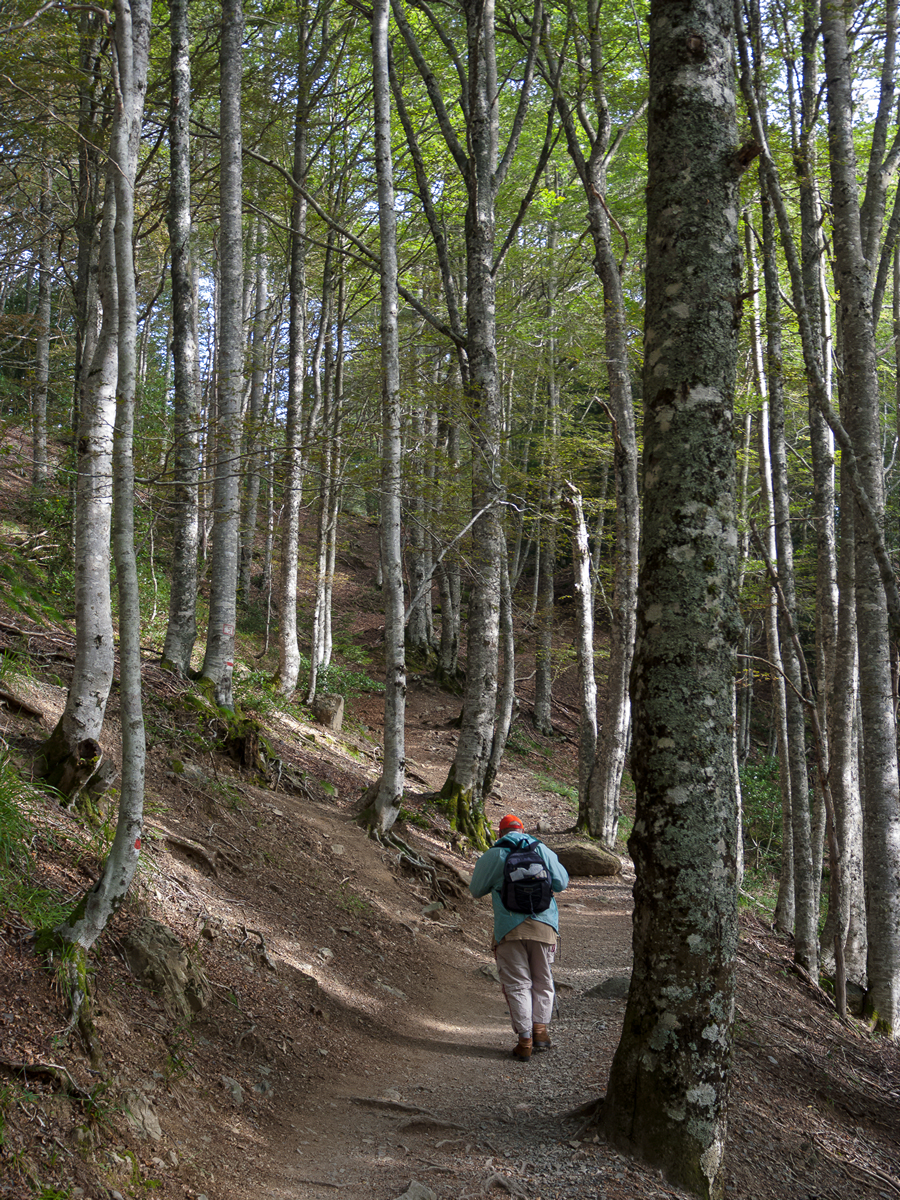
Bosc i senda

Bujaruelo és l'enclavament ramader per excel·lència de la vall de Broto. La seua riquesa en pastures ha estat legislada des de temps medievals i encara avui dia és possible gaudir de la presència d'importants cabanyes bovines i ovines pasturant a les seues muntanyes durant els mesos d'estiu o passant a França en compliment de les seculars concòrdies.
Respecte a la seua riquesa natural, cal indicar que és un dels millors refugis per a moltes de les espècies més amenaçades del vell continent, com l'os bru pirinenc, gall fer, trencalòs, perdiu blanca, llúdria o almesquera, a part d'acollir en el seu si espectaculars boscos de fagedes, pi negre, silvestre, i rouredes.